# دو شاخه شدن

## دوشاخه‌شدن یا انشعاب
، مفهومی در نظریهٔ مدل است که به گسترش تایپ‌ها مربوط می‌شود. بر اساس این مفهوم، استقلال نامنشعب یا استقلال دوشاخه‌نشدنی تعریف می‌شود. گسترش‌های نامنشعب یک تایپ (در مقایسه با گسترش‌های منشعب آن) را می‌توان آزادترین گسترش‌های آن تایپ دانست. در تئوری‌های ثابت، هر تایپ تنها یک گسترش نامنشعب به تایپی جهانی دارد، و این گسترش، تنها شریک ارث تایپ مورد نظر است.(1)

اگر T یک تئوری اُمگاثابت باشد، گسترش نامنشعب یک تایپ، گسترشی است که مرتبهٔ مُرلی آن برابر با خود تایپ است. در میدان‌های بستهٔ جبری، چون مرتبهٔ مُرلی با درجهٔ تعالی تعیین می‌شود، استقلال نامنشعب را می‌توان تعمیمی از مفهوم استقلال در جبر دانست.
تعریف و برخی ویژگی‌ها:
- دوشاخه‌شدن (انشعاب): حالتی است که یک تایپ به چند گسترش منشعب تقسیم می‌شود.
- استقلال نامنشعب: حالتی که در آن گسترش تایپ‌ها به‌طور مستقل از گسترش‌های منشعب انجام می‌شود.
- تئوری‌های ثابت: تئوری‌هایی که در آن‌ها هر تایپ دارای تنها یک گسترش نامنشعب به تایپی جهانی است.
- گسترش‌های آزاد: گسترش‌های نامنشعب یک تایپ که آزادترین نوع گسترش آن تایپ محسوب می‌شوند.
- مرتبهٔ مُرلی: یک معیار برای سنجش مرتبهٔ گسترش یک تایپ که در میدان‌های بستهٔ جبری با درجهٔ تعالی تعیین می‌شود.

## تعریف و برخی ویژگی‌ها
فرض کنید a=(a1,…,an) یک چندتایی از پارامترها در مدل هیولا باشد. می‌گوییم فرمول φ(x,a) بر مجموعهٔ A بخش می‌شود هرگاه دنباله‌ای مانند (ai)i∈ω در مدل هیولا پیدا شود که در آن برای هر i داشته باشیم ai≡Aa، و نیز عددی مانند k∈ω پیدا شود که مجموعهٔ {φ(x,ai)∣i∈ω} از فرمول‌ها، k-ناسازگار باشد (یعنی هر زیرمجموعهٔ k-عضوی از آن، ناسازگار باشد).
همچنین، می‌گوییم φ(x,a) بر A دوشاخه می‌شود، یا بر آن منشعب می‌شود، هرگاه فرمول‌های ψ1(x,a1),…,ψn(x,an) یافت شوند که هر یک روی A بخش می‌شود و داشته باشیم φ(x,a)⊨ψ1(x,a1)∨…∨ψn(x,an).
اگر p تایپی کامل روی یک مجموعهٔ پارامتر B باشد و داشته باشیم A⊆B، آنگاه می‌گوییم p روی A منشعب می‌شود هرگاه فرمولی در آن پیدا شود که روی A منشعب شود.
همچنین، اگر a و b دو عنصر دلخواه در مدل هیولا باشند، می‌گوییم a روی مجموعهٔ A از b مستقل غیرانشعابی است هرگاه tp(a/Ab) روی A منشعب نشود. روشن است که بخش شدن یک فرمول انشعاب آن را نتیجه می‌دهد؛ اما عکس این برقرار نیست. در تئوری‌های ساده، بخش شدن و منشعب شدن معادل هستند. در تئوری‌های بدون ویژگی وابستگی (تئوری‌های NIP)، بخش شدن و منشعب شدن «بر روی مدل‌ها» معادل هستند.
رابطهٔ استقلال غیرانشعابی دارای ویژگی تعدی از چپ است؛ یعنی اگر tp(a/Ac) بر A منشعب نشود و tp(b/Aac) بر Aa منشعب نشود، آنگاه tp(ab/Ac) بر A منشعب نمی‌شود. اما این رابطه به طور کلی دارای ویژگی تقارن نیست (یعنی اگر a از b مستقل باشد، لزوماً b از a مستقل نیست). در تئوری‌های ساده (و از این رو، نیز در تئوری‌های ثابت) این رابطه تقارنی است. در واقع، با تعیین دقیق استقلال غیرانشعابی می‌توان تئوری‌ها را دسته‌بندی کرد. برای مثال، اگر T یک تئوری کامل باشد و R رابطه‌ای دوتایی در آن باشد که ویژگی‌های ناوردایی، تعدی و یکنوایی، تقارن، مشخصهٔ متناهی، مشخصهٔ موضعی، استقلال روی مدل‌ها و وجود را داراست، آنگاه این تئوری ساده است و رابطهٔ R در آن دقیقاً همان رابطهٔ استقلال نافرکان است.
انشعاب در میدان‌های بستهٔ جبری
تئوری میدان‌های بستهٔ جبری، بسیار کمینه و نیز ثابت است. استقلال نافرکان (یا همان استقلال غیرانشعابی) در این تئوری‌ها به‌وسیلهٔ «مرتبهٔ مُرلی» و از این رو «استقلال جبری» دقیقاً تعیین می‌شود. در میدان‌های بستهٔ جبری، a از b روی A مستقل غیرانشعابی است هرگاه tp(a/Ab) روی A منشعب نشود، اگر و تنها اگر مرتبهٔ مُرلیِ tp(a/Ab) برابر با مرتبهٔ مرلیِ tp(a/A) باشد.
همچنین، اگر a=(a1,…,an)، آنگاه MR(tp(a/A))=m اگر و تنها اگر {ai1,…,aim} بزرگترین زیرمجموعه‌ای از a باشد که روی A مستقل جبری است.